# Elyra melanopis
Elyra melanopis är en fjärilsart som beskrevs av George Francis Hampson. Elyra melanopis ingår i släktet Elyra och familjen nattflyn. Inga underarter finns listade i Catalogue of Life.